# Моханнад Абдул-Рахім
Моханнад Абдул-Рахім (араб. مهند عبد الرحيم, нар. 22 вересня 1993, Багдад) — іракський футболіст, нападник клубу «Аль-Кува».
Виступав, зокрема, за клуби «Аль-Карх» та «Аль-Завраа», а також олімпійську збірну Іраку.

## Клубна кар'єра
Народився 22 вересня 1993 року в місті Багдад.
У дорослому футболі дебютував 2009 року виступами за команду «Аль-Карх», у якій провів три сезони.
Згодом з 2012 по 2018 рік грав у складі команд «Дахук», «Кабілія», «Аль-Завраа», «Кабілія», «Аль-Завраа», «Аль-Наср» (Дубай), «Аль-Завраа» та «Аль-Дхафра».
Своєю грою за останню команду знову привернув увагу представників тренерського штабу клубу «Аль-Завраа», до складу якого повернувся 2018 року. Цього разу відіграв за багдадську команду наступні три сезони своєї ігрової кар'єри.
Протягом 2021—2022 років захищав кольори клубу «Нафт Аль-Васат».
До складу клубу «Аль-Кува» приєднався 2022 року.

## Виступи за збірні
У 2012 році дебютував у складі юнацької збірної Іраку (U-19), загалом на юнацькому рівні взяв участь у 6 іграх, відзначившись 5 забитими голами.
Протягом 2012–2013 років залучався до складу молодіжної збірної Іраку. На молодіжному рівні зіграв у 33 офіційних матчах, забив 12 голів.
У 2012 році дебютував в офіційних матчах у складі національної збірної Іраку.
У 2016 році захищав кольори олімпійської збірної Іраку. У складі цієї команди провів 3 матчі. У складі збірної — учасник футбольного турніру на Олімпійських іграх 2016 року у Ріо-де-Жанейро.